# آرثر كاتس
آرثر كاتس (بالإنجليزية: Arthur Katz)‏ هو كاتب أمريكي، ولد في 13 فبراير 1929، وتوفي في 28 يونيو 2007.